# Augusta Technologie
Die Augusta Technologie Aktiengesellschaft mit Sitz in München ist ein ehemals börsennotiertes Technologieunternehmen mit der Fokussierung auf die Nischenmärkte der digitalen Bildverarbeitung und optischen Sensorik.

## Hintergrund
Das Unternehmen wurde 1991 als „Augusta Beteiligungs-Aktiengesellschaft“ in Frankfurt am Main von  Axel Haas gegründet. Am 5. Mai 1998 erfolgte unter dem Vorstandsvorsitzenden Haas der Börsengang am Neuen Markt. Augusta war im General Standard der Frankfurter Wertpapierbörse gelistet.
Im Bereich der industriellen Bildverarbeitung gehört die Augusta zu den weltweit führenden Anbietern, bei Druck- und Flusssensoren für die Medizintechnik ist das Unternehmen die Nummer eins in Europa mit einem Marktanteil von 10–12 Prozent. Auf das Ausland entfällt 61 Prozent des Umsatzes, der Großteil auf Europa. Die Tochter „Allied Vision Technologies GmbH“ ist mit etwa 15 Prozent Marktanteil Weltmarktführer für industriell genutzte Kameras mit FireWire-Schnittstelle.
Nach einem erfolgreichen Übernahmeangebot durch die niederländische TKH Group wurden am 16. März 2015 die verbliebenen Minderheitsaktionäre ausgeschlossen. Die Börsennotierung der Augusta Technologie AG endete an diesem Tag.
Im Geschäftsjahr 2013 erzielte die das Unternehmen einen Konzernumsatz in Höhe von 108,9 Mio. Euro und ein Ergebnis vor Zinsen, Steuern und Abschreibungen (EBITDA) von 21,0 Mio. Euro.

## Produkte
Im Kernsegment VISION werden digitale Kameras mit CCD-/CMOS-Sensoren über Infrarot-Kameras für Wärmebild und Tag-/Nachtsicht bis zu Röntgen- und Hochgeschwindigkeitskameras angeboten. Für Messungen im Mikrometerbereich bietet das Unternehmen 3D-Sensoren an. Sie finden Anwendung in der klassischen industriellen Inspektion und Automatisierung (beispielsweise im Bereich Automotive oder Maschinen- und Anlagenbau), in der Medizintechnik, der Wissenschaft, Infrastruktur und Energie, der Verkehrstechnologie sowie in Sicherheit und Verteidigung.
Im Segment Sonstige Geschäftsbereiche liefert das Unternehmen mobile Messsysteme für Test- und Messanwendungen für den Einsatz in der Automobilindustrie, der Energie- und Netzanalyse, der Luft- und Raumfahrt, dem Transportwesen sowie der allgemeinen Prüf- und Messtechnik. Im Bereich der Leistungselektronik bietet das Unternehmen Elektronikentwicklung über Electronic Manufacturing Services für komplette Geräte und Systeme bis hin zur serienreifen Produktion von elektronischen Baugruppen, wie z. B. Temperatursensoren, Mechatronik für Anwendungen im Automobilbereich sowie Sensoren für die Medizinelektronik an.